# 헤라트주
헤라트주(Herāt Velayat, 파슈토어: د هرات ولايت, 다리어: استان هرات)는 아프가니스탄의 서부에 있는 주이다. 주에는 하리루트 강(Hari Rud)이 이란국경에서 투르크메니스탄까지 흐르고 있다. 면적은 61,315 km2, 인구 808,000명(1982년)이다. 주도는 아프가니스탄 제2의 도시 헤라트이다.

## 같이 보기
- 아프가니스탄의 주
- 지역재건팀